# Pipistrellus coromandra
Pipistrellus coromandra é uma espécie de morcego da família Vespertilionidae. Pode ser encontrada no Afeganistão, Paquistão, Índia, Sri Lanka, Nepal, Bangladesh, Butão, Mianmar, Tailândia, Camboja, Laos, Vietnã e China.